# 天野喜崇
天野 喜崇（あまの よしたか、1988年6月6日 - ）は、東京都出身のプロバスケットボール選手である。ポジションはガード。身長174cm、体重72kg。大阪エヴェッサ所属。背番号6。

## 来歴
八王子北高校から陸上自衛隊に入隊。
2009年、ヒューマンアカデミー横浜校バスケットボールカレッジに入学。
2010年大阪エヴェッサの二軍であるEIIに入団し、翌年2月トップ昇格。

## 経歴
- 八王子北高校 - 陸上自衛隊 - ヒューマンアカデミー横浜校バスケットボールカレッジ - 大阪EII - 大阪（2011年〜）